# キム・ピーク

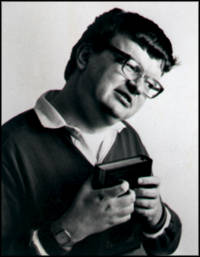
キム・ピーク

キム・ピーク（Kim Peek、1951年11月11日 - 2009年12月19日）は、アメリカ合衆国のサヴァン症候群の人物。

## 人物
1951年11月11日、ユタ州ソルトレイクシティで生まれた。
恐らく先天性脳障害による発育障害で、小脳に障害があり、また脳梁を欠損していた。そのため、生活には父親の介護を必要とした。その一方で、写真または直感像による記憶能力を持ち、9000冊以上にも上る本の内容を暗記していた。また、人が生年月日を言えばそれが何曜日であるか即座に答えることができた。
映画「レインマン」で、ダスティン・ホフマン演じるレイモンド・バビットのモデルとなった。
2009年12月19日、心臓発作のため58歳で死去した。彼を介護していた父のフラン・ピークは彼よりも長生きし、2014年4月5日に88歳で死去した。